# 廬陵道
廬陵道，中华民国初期的道。
本道於1914年5月設置，道尹為簡缺，三等。駐宜春縣（今江西省宜春市）；1915年12月移駐吉安縣（今江西省吉安市）。轄宜春、泰和、吉水、分宜、永豐、安福、遂川、萬安、永新、寧岡、蓮花、清江、新淦、新喻、峽江、吉安、分宜、萍鄉、萬載、高安、上高、宜豐等21縣。1927年廢除。 